# Bartosz Piasecki
Bartosz Mariusz Piasecki (Tczew, 1986. december 9. –) lengyel születésű olimpiai ezüstérmes norvég párbajtőrvívó.